# Dennis Lillee
Dennis Keith Lillee (né le 18 juillet 1949) est un ancien joueur de cricket australien. Il a disputé son premier test pour l'équipe d'Australie en 1971 et son premier One-day International en 1972.
Il était un fast bowler réputé. À la fin de sa carrière, il détenait le record (355), battu depuis, du plus grand nombre de wickets pris en test cricket.
Lillee fit partie des joueurs qui rejoignirent la World Series Cricket. Il retrouva la sélection australienne après la dissolution de cette compétition officieuse.

## Équipes
- Australie-Occidentale
- Tasmanie
- Northamptonshire

## Récompenses individuelles
- Un de cinq joueurs de cricket de l'année 1973 (Wisden Cricketer of the Year) désignés par le Wisden Cricketers' Almanack.
- Membre de l'Australian Cricket Hall of Fame depuis 1996.
- Membre de l'ICC Cricket Hall of Fame depuis 2009 (membre inaugural)[1].

## Sélections
- 70 sélections en test cricket de 1971 à 1984.
- 63 sélections en ODI de 1972 à 1983.